# Cetatea Albă
Pour les articles homonymes, voir Albă.
Cetatea Albă (Чєтαтѧ Aлбъ en moldave médiéval, Albi Castri ou Citta Alba sur les cartes du Moyen Âge, Ak-Kerman en turc ottoman, ces noms signifiant « citadelle blanche ») était une ville médiévale ceinte de remparts située à l’embouchure du Dniestr, près de la Mer Noire, en Bessarabie, aujourd’hui disparue à l’exception du site archéologique et historique.
La ville ukrainienne moderne de Bilhorod-Dnistrovskyï, qui date de l’Empire russe au XIXe siècle (sous le nom d’Akkerman) et qui a reçu son nom actuel en 1946, entoure le site.

## Noms
La cité historique a existé du VIe siècle av. J.-C. à 1484. Elle s’est appelée Tyras en grec antique, Mavrokastro en grec médiéval, Montecastro en italien et Cetatea Albă en moldave/roumain. Si Mavrokastro signifie « citadelle noire », Cetatea-Albă signifie « citadelle blanche » : ces divergences peuvent être dues à l’incendie de la forteresse lors de sa prise par les Mongols et les Tatars en 1224, et à sa restauration par les génois et les moldaves en 1315,. Au XIIIe siècle, on transcrivait en français le nom génois de Montecastro par « Moncastre » et le nom polonais de Białogród par « Bellegarde ». La Roumanie utilise le nom médiéval moldave de Cetatea-Albă pour nommer la localité moderne.

## Description
Le site de la forteresse médiévale moldave, qui peut être visité, date pour l’essentiel d’Étienne III de Moldavie (XVe siècle) et comprend d’Ouest en Est, :
- Le long de l’estuaire du Dniestr, le site de l’ancien port génois ; on aperçoit encore quelques vestiges en partie submergés, les jours calmes où l’eau est claire ;
- une cour extérieure d’environ trois hectares, correspondant à la ville basse moldave, et où ont lieu des démonstrations d’utilisation d’armes anciennes (catapulte, arbalète, arc, canons à blanc…) ;
- une cour intérieure d’environ un hectare, correspondant en partie à la ville haute médiévale et à l’acropole antique de Tyras ; dans cette cour s’élève un minaret ruiné, vestige de la mosquée de la garnison ottomane ;
- un donjon pourvu de quatre tours : la plus large est celle « de la Servante » : roabei en moldave, une autre est ruinée, et une autre toitée : la tour « du Peuple » (Neamului) ; ce donjon dispose lui-même d’une cour capable d’abriter quelques dizaines de chevaux ;
- le long du rempart extérieur on observe les trois tours toitées : « de la Fête » (Veseliei), « Étagée » (Turnul cu caturi) et « des Armoiries » (Stemei) ; les tours plus petites portent les noms des officiers de la Cour princière ou des corporations qui les ont financées : « de l’Huissier » (Aprodului), « des Charrons » (Rotarilor), « des Gardiens » (Paznicilor), « de l’Échanson » (Paharnicului) ou « des Pêcheurs » (Pescarilor).

À l’époque soviétique, tous ces noms ont été traduits en russe et ukrainien, les armoiries moldaves sculptées à la tête d’aurochs du grand portail de l’Est et les inscriptions des souverains moldaves sur la « tour de la dédicace » (turnul Pisaniei) séparant la ville basse de la ville haute, ont été enlevées comme « symboles du féodalisme ». Au-dessus du grand portail de l’Est, le creux dans la muraille est aujourd’hui masqué par un étendard aux armes de la ville ukrainienne moderne de Bilhorod-Dnistrovskyï. Le site est considéré comme l’une des « Sept merveilles d'Ukraine », tout en appartenant également au patrimoine historique de la république de Moldavie et de la Roumanie, pays que l’approche muséologique actuelle considère comme des envahisseurs étrangers du site, au même titre que les Ottomans,.

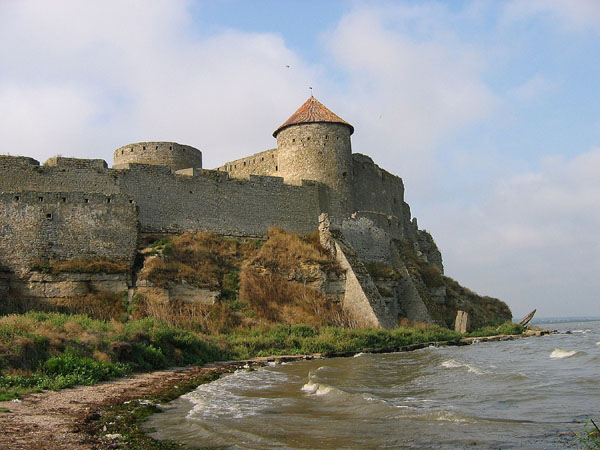
Cetatea Albă : la forteresse blanche d’Étienne de Moldavie.
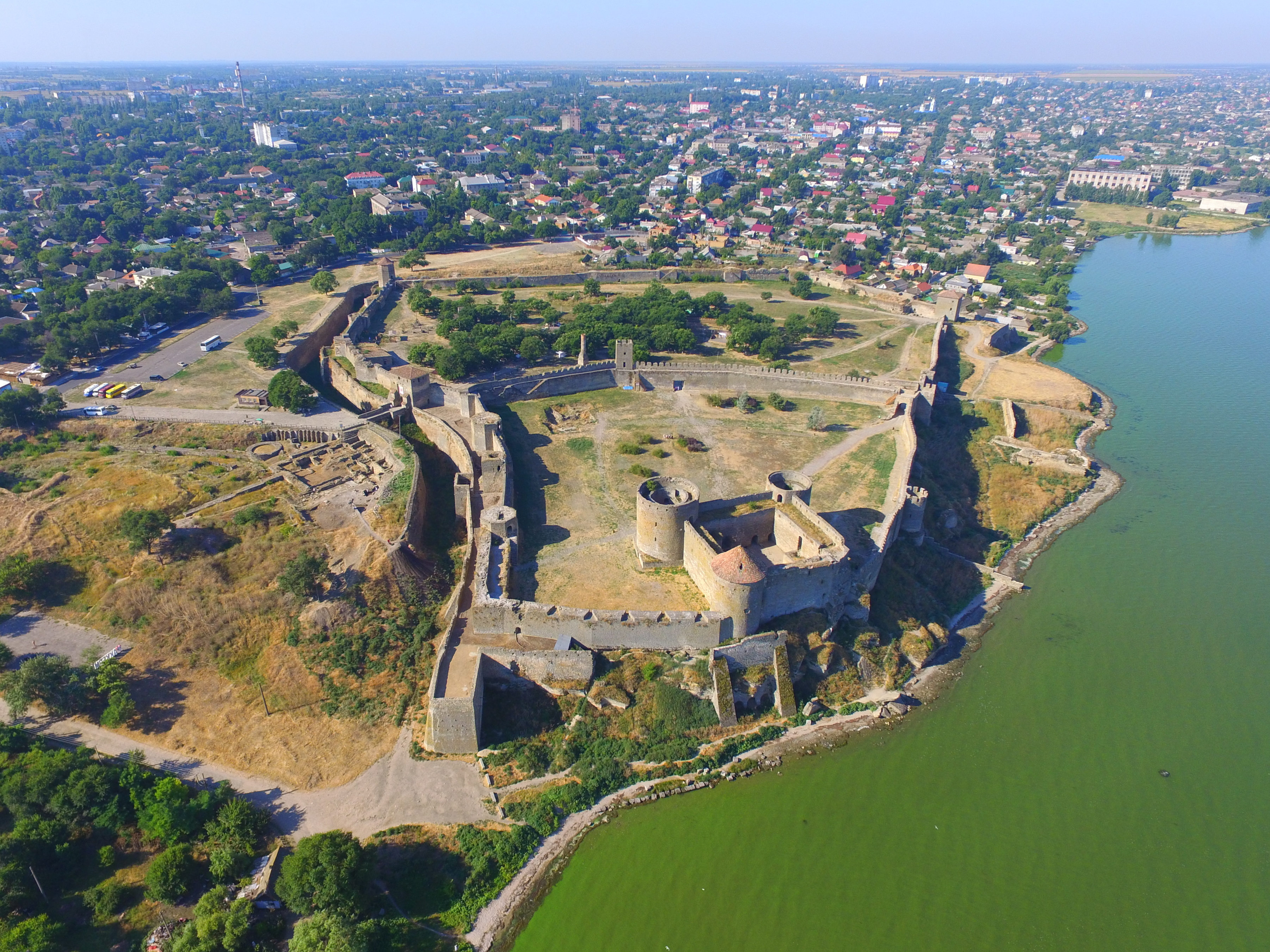
Vue aérienne (drone).
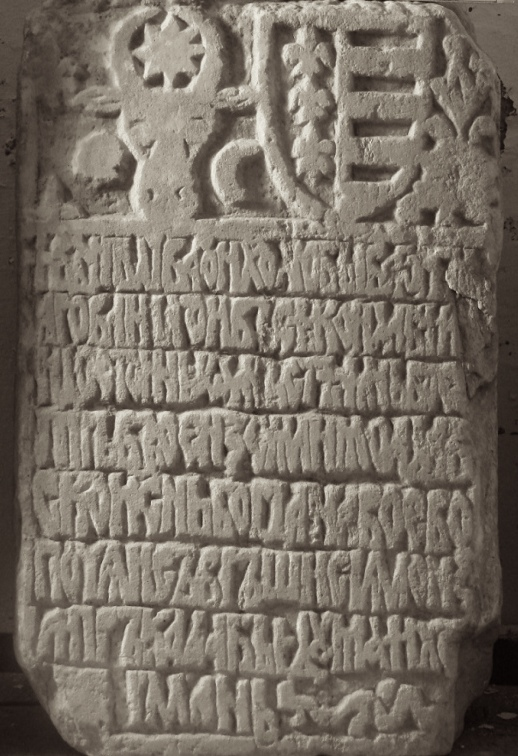
Inscription gréco-cyrillique de Cetatea Albă avec les armoiries et la dédicace de la principauté de Moldavie, enlevée de la « tour de la dédicace » (turnul Pisaniei).
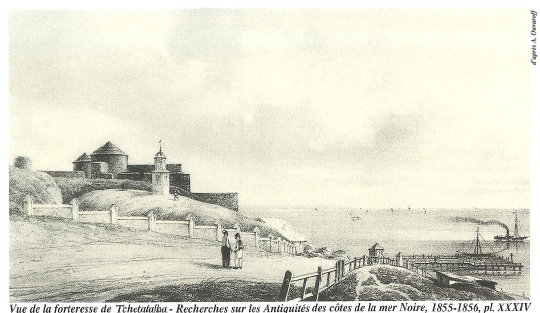
La forteresse de Cetatea Albă en 1856, alors nommée Akkerman.
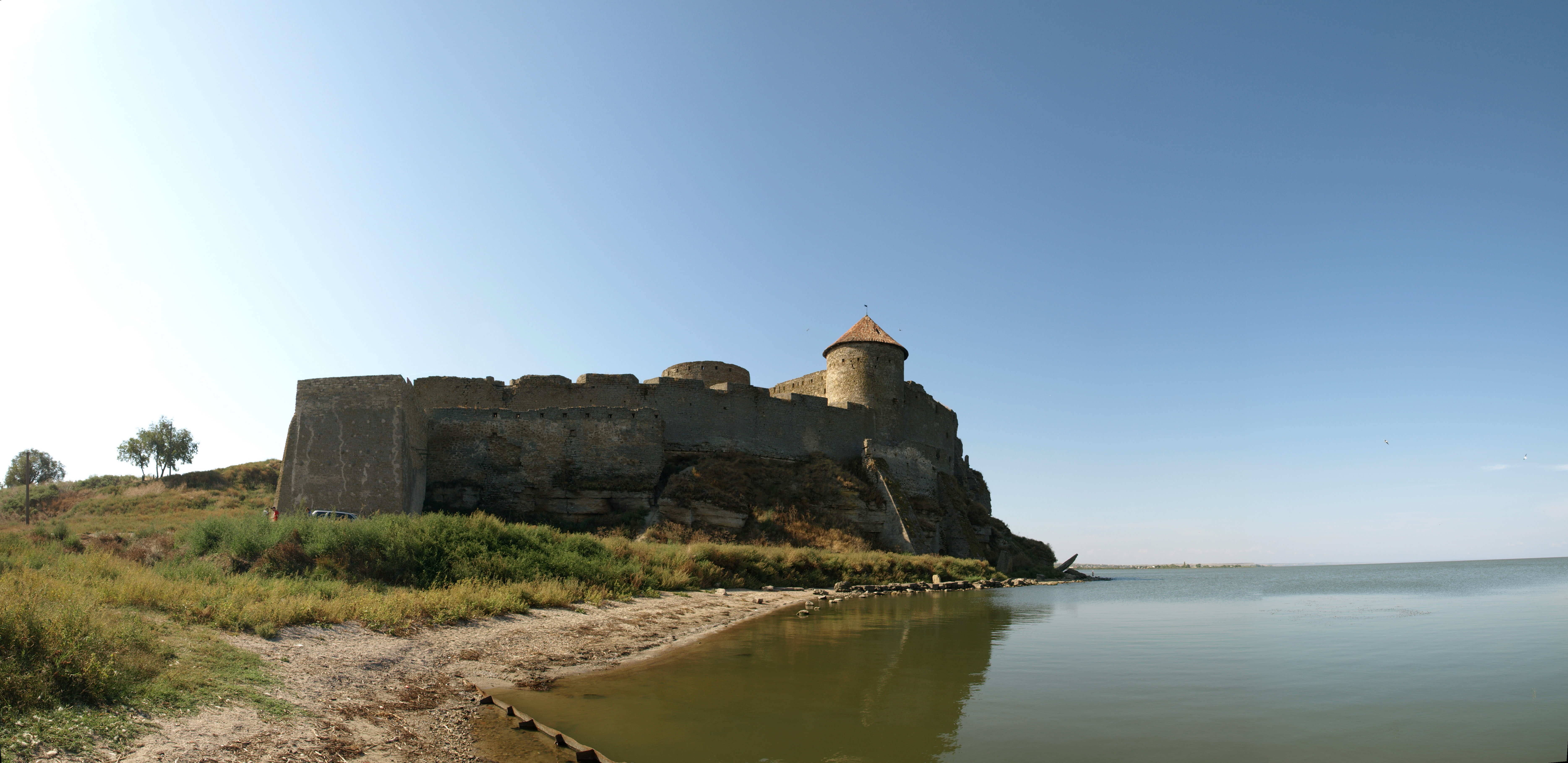
La forteresse en 2011.
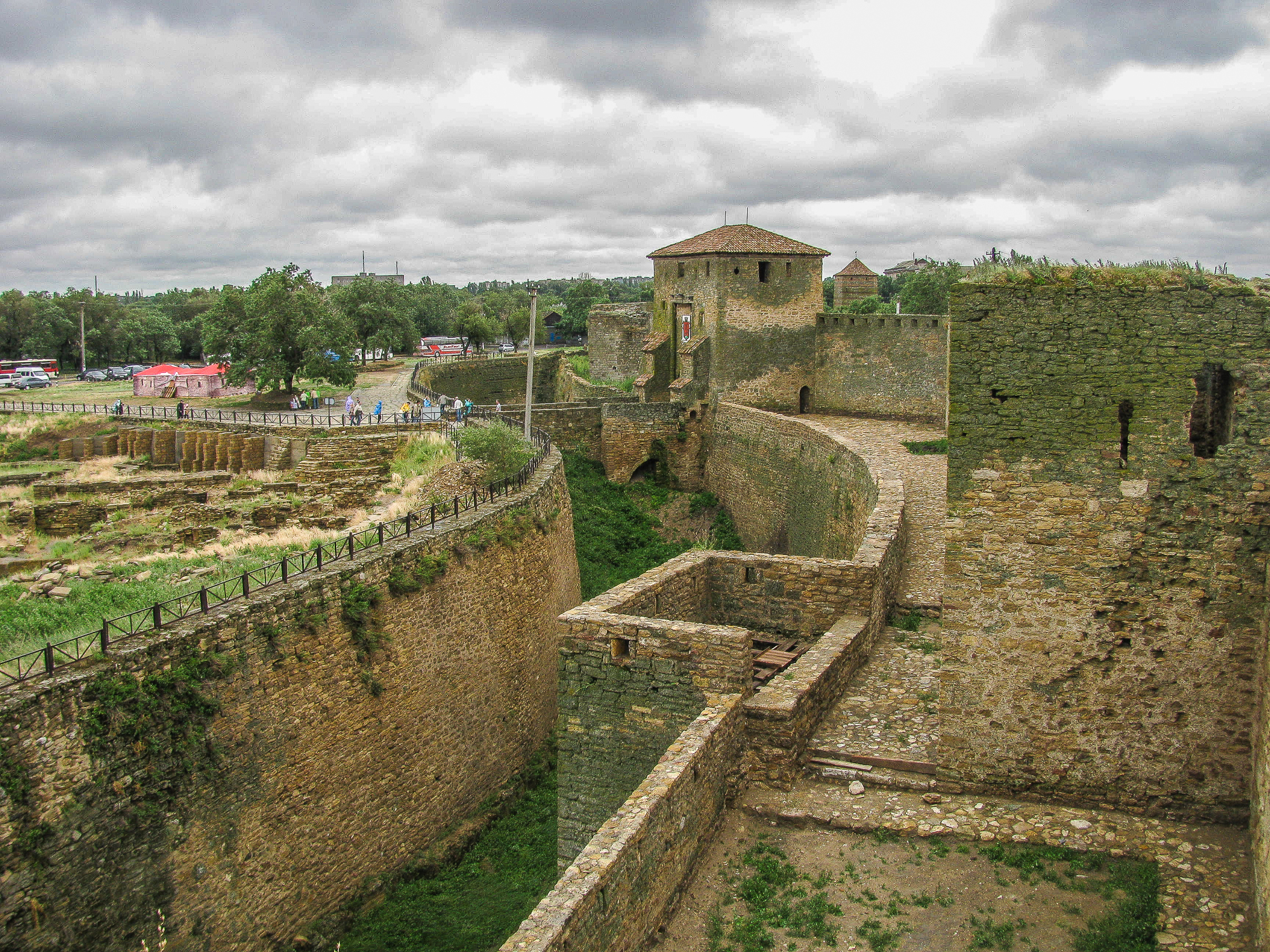
Fossé d'enceinte.
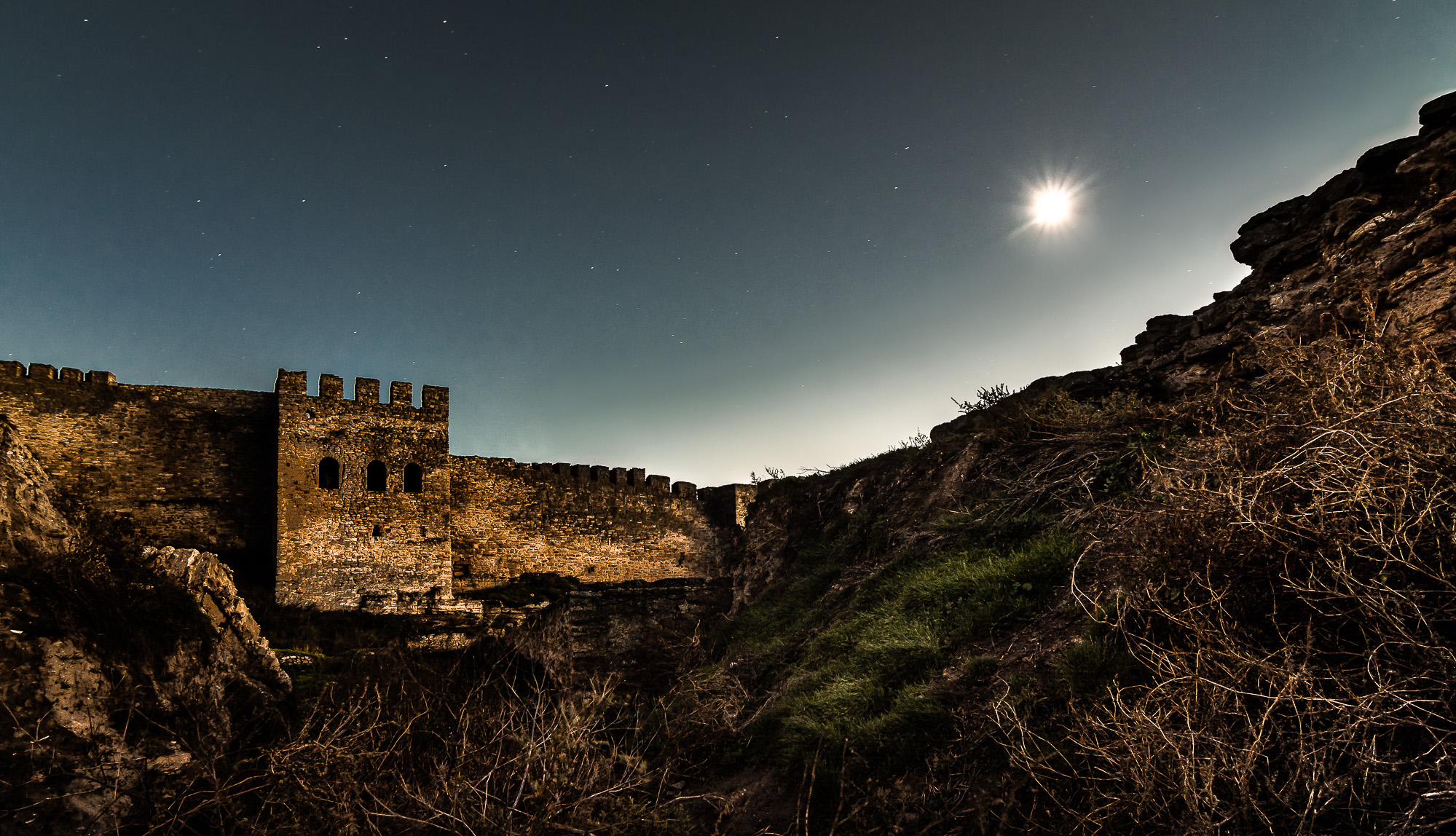
Vue nocturne.
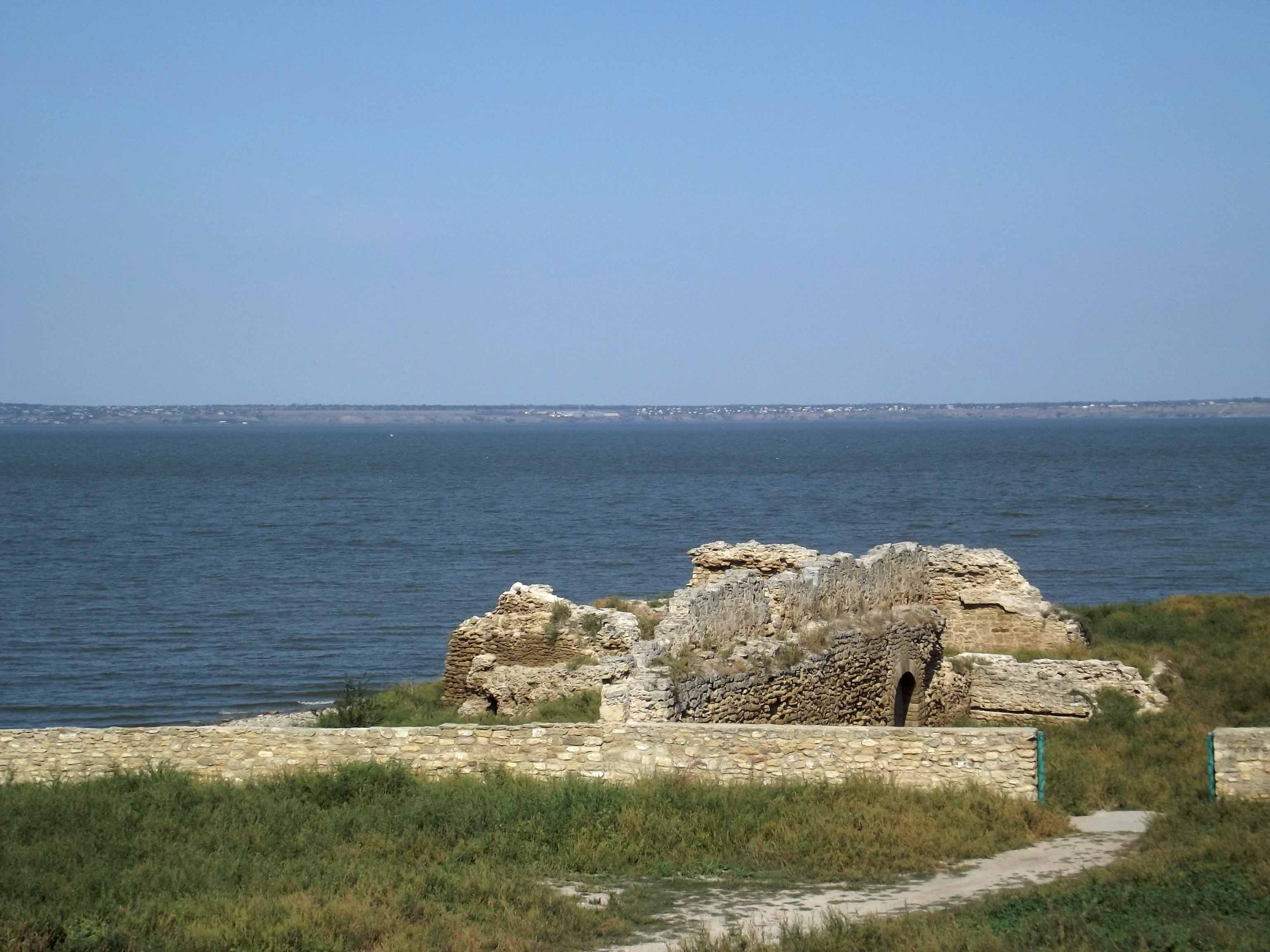
Vestiges des hangars génois.

## Histoire
Sources :
La cité antique et médiévale avait été fondée comme colonie grecque ionienne au VIe siècle avant notre ère sous le nom de Tyras.
Devenue romaine, puis byzantine sous le nom de Mavrokastron, elle fut assiégée en 1224 par les Tatars. De plus en plus coûteuse à défendre pour les Byzantins, elle fut concédée aux Génois en 1315 : ils la nommèrent Montecastro avant de la céder à leur tour en 1359 à la Principauté de Moldavie qui l’appela Cetatea Albă (Чєтαтѧ Aлбъ en alphabet de l'époque). Ce fut un port et une forteresse importante pour la Moldavie au temps d’Étienne III le Grand (XVe siècle).
À ce titre, Cetatea Albă faisait partie, avec Hotin (aujourd’hui Khotin en Ukraine), Soroca et Tighina, des quatre escales fortifiées pour la navigation fluviale sur le Dniestr, situées près des quatre principaux gués du fleuve. Cetatea Albă gardait l’extrémité sud de la route de l’ambre et de la soie entre la mer Baltique (d’où venaient l’ambre et la fourrure vers les pays d’Orient) et la mer Noire (par où venaient de Trébizonde ou de Constantinople la soie, les perles, le miel, le vin, les épices vers les pays du Nord). Cette route était l’une des voies fluviales des Varègues (Vikings de la Baltique) vers l’Empire byzantin, mais c’était également une frontière entre, à l’Ouest (rive droite du Dniestr), le monde villageois et citadin des populations sédentaires chrétiennes (moldaves ou slaves) vivant d’agriculture et de commerce dans une mosaïque de prés, bocages et forêts, et, à l’Est (rive gauche du Dniestr), le monde cavalier des populations nomades (Onogoures, Khazars, Pétchénègues, Coumans, Mongols ou Tatars, chamanistes ou tengristes et plus tard musulmans) vivant d’expéditions guerrières et d’élevage extensif dans la steppe pontique et jusqu’en Asie centrale d’où elles arrivaient successivement. 

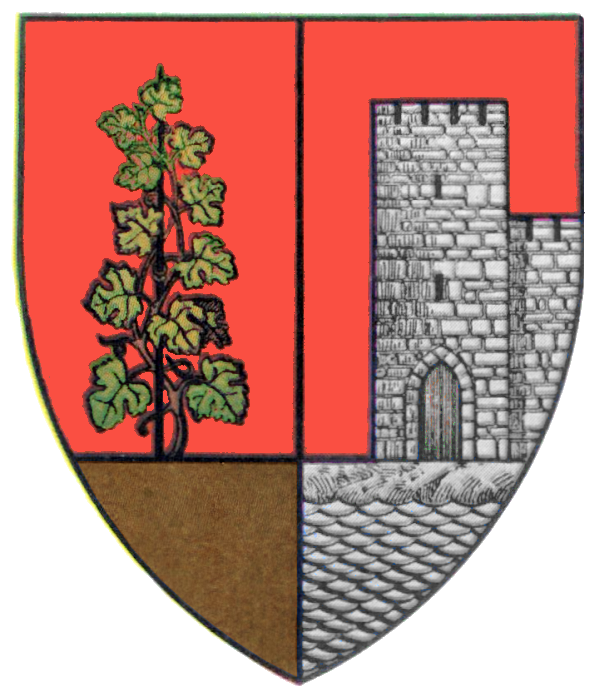
Armoiries de Cetatea Albă, réutilisées par le județ du même nom entre 1918 et 1940.

C’est pourquoi ces sites, dont Cetatea Albă, sont de plus en plus fortifiés par les souverains moldaves : tous sont convoités et fréquemment assiégés par les peuples guerriers des steppes, par le royaume Polono-Lituanien, par l’Empire ottoman et par l’Empire russe (qui, en 1812, finira par tous les annexer).
L’existence de la ville commerciale et portuaire de Cetatea Albă s’achève en 1484 par la conquête ottomane qui prend la citadelle et rase la ville civile. La forteresse d’Étienne III le Grand, désormais nommée Ak-Kerman (mais le nom tatar de Tourla est également attesté), devient une garnison et une escale de la flotte du Sultan ottoman puis, après 1812, du Tsar russe. L’archéologue moldave Ion Suruceanu (ro), fondateur du Musée d’archéologie de Chișinău, y mène des fouilles au XIXe siècle, publie des articles et relève les plans des cités antique et médiévale.
Après 1812, une nouvelle ville de l’Empire russe, nommée Akkerman puis, à partir de 1946, Bilhorod-Dnistrovskyï, se développe autour du site, et en recouvre une grande partie, de sorte qu’aujourd’hui, hors du périmètre immédiatement voisin de la forteresse, les fouilles archéologiques ne sont possibles que lors des chantiers routiers ou de construction.

## Études et historiographie
Comme on peut le voir en comparant les sources et articles en différentes langues, l’historiographie des états modernes qui se revendiquent comme successeurs des puissances ayant joué un rôle dans le passé du site, décrit ce passé selon des points de vue privilégiant respectivement les apports :
- helléniques et byzantins (point de vue grec),
- pré-bulgare, proto-bulgare et bulgare (point de vue bulgare),
- latins, soit romains, génois, moldaves et roumains (point de vue moldave et roumain),
- slaves, soit la Russie kiévienne puis l'Empire russe (point de vue russe), la principauté de Galicie-Volhynie (point de vue ukrainien) et le royaume Polono-Lituanien (point de vue polonais),
- tatars et ottomans (point de vue turc).

Cette situation n’est pas propre à ce site, mais concerne la plupart des monuments historiques de l’Est et du Sud-Est de l’Europe, du Caucase, d’Anatolie ou du Proche-Orient, sans même évoquer les dérives protochronistes et les controverses concernant des pays entiers tels la Macédoine ou la Moldavie.